# Czyhunaczny
Czyhunaczny (biał. Чыгуначны, ros. Железнодорожный, Чигуначный) – przystanek kolejowy w miejscowości Koladzicze, w rejonie mińskim, w obwodzie mińskim, na Białorusi, w pobliżu granicy Mińska.